# Gustavo Gómez
Gustavo Raúl Gómez Portillo zkráceně Gustavo Gómez (6. květen 1993 San Ignacio, Paraguay) je Paraguayský fotbalový obránce, který od roku 2018 hraje za brazilský fotbalový klub Palmeiras. Je reprezentant a kapitán národního mužstva Paraguay.

## Přestupy
- z Club Libertad - Lanús za 2 250 000 Euro
- z Lanús - AC Milán za 9 560 000 Euro
- z AC Milán - Palmeiras za 3 500 000 Euro (hostování)
- z AC Milán - Palmeiras za 2 000 000 Euro

## Statistiky
| Sezóna              | Klub                | Liga                | Liga   | Liga | Ligové poháry | Ligové poháry | Ligové poháry | Kontinentální poháry | Kontinentální poháry | Kontinentální poháry | Celkem | Celkem |
| Sezóna              | Klub                | Soutěž              | Zápasy | Góly | Soutěž        | Zápasy        | Góly          | Soutěž               | Zápasy               | Góly                 | Zápasy | Góly   |
| ------------------- | ------------------- | ------------------- | ------ | ---- | ------------- | ------------- | ------------- | -------------------- | -------------------- | -------------------- | ------ | ------ |
| 2011                | Libertad            | Primera División    | 2      | 0    | -             | 0             | 0             | PO+CS                | 0+0                  | 0                    | 2      | 0      |
| 2012                | Libertad            | Primera División    | 2      | 0    | -             | 0             | 0             | PO                   | 0                    | 0                    | 2      | 0      |
| 2013                | Libertad            | Primera División    | 23     | 1    | -             | 0             | 0             | PO+CS                | 0+10                 | 0+2                  | 33     | 3      |
| 2014                | Libertad            | Primera División    | 20     | 4    | -             | 0             | 0             | CS                   | 0                    | 0                    | 20     | 4      |
| Celkem za Libertad  | Celkem za Libertad  | Celkem za Libertad  | 47     | 5    | -             | 0             | 0             | -                    | 10                   | 2                    | 57     | 7      |
| 2014                | Lanús               | Primera División    | 15     | 0    | AP            | 1             | 0             | CS+RS+SBC            | 1+2+1                | 0                    | 20     | 0      |
| 2015                | Lanús               | Primera División    | 27     | 0    | AP            | 5             | 3             | CS                   | 4                    | 1                    | 36     | 4      |
| 2016                | Lanús               | Primera División    | 16     | 0    | AP            | 1             | 0             | CS                   | 0                    | 0                    | 17     | 0      |
| Celkem za Lanús     | Celkem za Lanús     | Celkem za Lanús     | 58     | 0    | -             | 7             | 3             | -                    | 8                    | 1                    | 73     | 4      |
| 2016/17             | Milán               | Serie A             | 18     | 0    | IP+IS         | 1+0           | 0             | -                    | 0                    | 0                    | 19     | 0      |
| 2017/18             | Milán               | Serie A             | 0      | 0    | IP            | 0             | 0             | EL                   | 1                    | 0                    | 1      | 0      |
| Celkem za Milán     | Celkem za Milán     | Celkem za Milán     | 18     | 0    | -             | 1             | 0             | -                    | 1                    | 0                    | 20     | 0      |
| 2018                | SE Palmeiras        | Série A             | 14     | 2    | -             | 0             | 0             | PO                   | 3                    | 1                    | 17     | 3      |
| 2019                | SE Palmeiras        | Série A             | 22     | 3    | BP            | 2             | 1             | PO                   | 10                   | 1                    | 34     | 4      |
| 2020                | SE Palmeiras        | Paulista+Série A    | 13+21  | 1+1  | BP            | 7             | 2             | PO                   | 13                   | 2                    | 54     | 6      |
| 2021                | SE Palmeiras        | Paulista+Série A    | 5+20   | 1+1  | BP+BS         | 0+1           | 0             | PO+RS+MSk            | 12+2+2               | 1+0+0                | 40     | 3      |
| 2022                | SE Palmeiras        | Paulista+Série A    | 11+30  | 0+9  | BP            | 4             | 0             | PO+RS+MSk            | 12+1+2               | 2+0+0                | 60     | 11     |
| 2023                | SE Palmeiras        | Paulista+Série A    | 14+32  | 0+2  | BP+BS         | 5+1           | 1+0           | PO                   | 11                   | 3                    | 63     | 6      |
| Celkem za Palmeiras | Celkem za Palmeiras | Celkem za Palmeiras | 182    | 21   | -             | 20            | 4             | -                    | 68                   | 10                   | 270    | 35     |
| Celkově             | Celkově             | Celkově             | 305    | 26   | -             | 28            | 7             | -                    | 87                   | 13                   | 420    | 46     |

## Úspěchy

### Klubové

#### Národní
- vítěz paraguayské ligy (3x)

Libertad: 2012–Apertura, 2012–Clausura, 2014–Apertura
- vítěz argentinské ligy (1x)

Lanús: 2016
- vítěz brazilské ligy (3x)

Palmeiras: 2018, 2022, 2023
- vítěz ligy Paulista (3x)

Palmeiras: 2020, 2022, 2023
- vítěz brazilského poháru (1x)

Palmeiras: 2020
- vítěz argentinského superpoháru (1x)

Lanús: 2016
- vítěz italského superpoháru (1x)

Milán: 2016
- vítěz brazilského superpoháru (1x)

Palmeiras: 2023

#### Kontinentální
- vítěz Poháru osvoboditelů (2x)

Palmeiras: 2020, 2021
- vítěz Jihoamerického superpoháru (1x)

Palmeiras: 2022

### Reprezentační
- 3× na CA (2016, 2019, 2021)
- 1x na MS 20 let (2013)
- 2x na MJA 20 let (2011, 2013 - stříbro)